# Viktor Lederer (Maler)
Viktor Lederer (* 26. November 1935 in Wien; † 2. Jänner 2017 ebenda) war ein österreichischer Maler.

## Leben
Viktor Lederer studierte zwischen 1954 und 1964 Malerei bei Franz Elsner an der Akademie der bildenden Künste Wien. Nach Erhalt seines Diploms war er als freischaffender Maler tätig und wurde Mitglied im Künstlerhaus Wien. Sein erstes Atelier befand sich in Lichtental, Alsergrund. Bis 1970 hatte Lederer kleinere Einzelausstellungen, 1962 in Sankt Margarethen im Burgenland und 1964 im Wiener Studententheater, sowie Ausstellungsbeteiligungen an der Ausstellung „Das gute Bild“ in der Secession und im Künstlerhaus.
1968 gestaltete er eine Gastausstellung im Künstlerhaus Krems. In seinem Werk setzte Lederer auf eine direkte sinnliche Wahrnehmung und das Ineinanderfließen von Farben. Seiner Überzeugung nach dürfe ein Bild nicht am Reißbrett entstehen, sondern müsse in seiner Gesamtheit Emotionen widerspiegeln. Mit großer Empathie und expressiver Farbigkeit entstehen eindringliche Porträts der einfachen Dorfbewohner von Schlaining und Rechnitz sowie deren Bauernhäuser. Sinnlichkeit statt Konzept sind auch die Prämissen bei den Akten und Stillleben von Viktor Lederer. In den zahlreichen Akten geht es ihm nicht um ein psychologisches Porträt, sondern um eine Fleischwerdung seiner Modelle auf der Leinwand.
Damit stand Lederer in Nachfolge zur österreichischen Klassischen Moderne, sein Malstil brachte ihm oft Kritik ein, da er als „veraltet“ galt, dennoch stieg Viktor Lederer zu einem der bedeutendsten österreichischen Künstler der Nachkriegszeit auf. 1970 übersiedelte Viktor Lederer mit seinem Atelier nach Wieden, dazu hatte er wechselnde Sommerateliers auf dem Land, unter anderem im Burgenland, das eine zentrale Rolle in seinem Werk einnehmen sollte. Im gleichen Jahr erhielt er für seine künstlerische Tätigkeit den Preis der Stadt Wien für die Gesellschaft der bildenden Künstler Österreichs. Zwischen 1980 und 1985 hielt Viktor Lederer jährliche Atelierschauen gemeinsam mit seiner Frau Diana Lederer-Chesham in Stadtschlaining und Rechnitz im Burgenland ab. Ebenso richtete Lederer 1980 Ausstellungen in Oberwart und im Kulturzentrum Mattersburg aus. Im selben Zeitraum fand 1982 eine Doppelpersonale mit seiner Frau im Ethnographischen Museum Schloss Kittsee statt, das sich zur Aufgabe gemacht hatte, ausgewählte Exponate der Volkskultur von Ost- und Südosteuropa zu zeigen, darunter auch zahlreiche Porträts und Landschaftsbilder von Viktor Lederer aus dem Burgenland, die heute zu seinem Frühwerk gezählt werden.
1987 kam es auf Einladung der Burgenländischen Landesregierung zur ersten repräsentativen Ausstellung im Schloss Esterházy, die großes Interesse in der Kunstszene weckte, so wurde der Sammler Rudolf Leopold auf Lederer aufmerksam. Es folgten Expositionen in der Galerie Austria, der Galerie Lehner, der Altstadtgalerie Hall, der Galerie 1990, der Galerie 43 und der Galerie Morteveille. 2002 wurde im Rahmen einer Sonderausstellung auf der Internationalen Kunstmesse des Künstlerhauses Wien von der Galerie Ziwna der von Lederer in den 1980er Jahren angefertigte Gemäldezyklus „Im Zwielicht der Erinnerung“ präsentiert. Die Jubiläumsausstellung der Galerie Lehner anlässlich Viktor Lederers 70. Geburtstag im Jahr 2005 wurde vom ehemaligen Wiener Bürgermeister Helmut Zilk eröffnet. Nach einer schweren Erkrankung 2008 konnte Lederer seine künstlerische Tätigkeit nicht mehr fortsetzen. Werke von Viktor Lederer sind in Besitz des Österreichischen Museums für Volkskunde, der Stiftung Leopold (Leopold Museum) und der Hans Schmid Privatstiftung.